# Jean Prévost
Jean Prevost (n. 13 iunie 1901, Saint-Pierre-lès-Nemours, Île-de-France, Franța – d. 1 august 1944, Sassenage, Isère, Franța) a fost un scriitor și jurnalist francez, luptător în Rezistența franceză.

## Biografie
Născut în Saint-Pierre-lès-Nemours, Prevost a urmat între anii 1907 și 1911 cursurile de la școala primară din comuna Montivilliers din apropiere de Rouen, unde tatăl său era director. În 1911 s-a transferat la prestigiosul Liceul Pierre-Corneille din Rouen, iar apoi, în 1918, la Liceul Henri al IV-lea din Paris, unde a studiat cu filosoful Alain și s-a pregătit pentru examenul de admitere la École normale supérieure în 1919.
În 1926 s-a căsătorit cu Marcelle Auclair, cu care a avut trei copii (Michel, Françoise și Alain). Ei au divorțat în 1939.
În iunie 1925 Adrienne Monnier a lansat  o revistă în limba franceză intituată Le Navire d'Argent, și l-a invitat pe Prévost să fie redactor literar. Le Navire d'Argent a avut o orientare către literatura internațională și a publicat scrieri traduse ale autorilor americani, dedicând un număr (martie 1926) pentru scriitorii americani, inclusiv Walt Whitman, William Carlos Williams și E. E. Cummings. Ea a prezentat, de asemenea, pentru prima dată publicului francez o scriere tradusă din opera lui Ernest Hemingway. Prévost a fost primul editor care a primit o povestire de la Antoine de Saint-Exupéry, publicând „L'Aviateur” în numărul 11 al revistei. După douăsprezece numere, proiectul a trebuit să fie abandonat deoarece cheltuielile erau prea mari pentru ca Monnier să le mai poată suporta.
La începutul celui de-al Doilea Război Mondial a fost mobilizat și repartizat la controlul telefoanelor din Le Havre. După divorț, el s-a căsătorit cu doctorița evreică Claude Van Biema. A fost evacuat pe mare la Casablanca și s-a întors în Franța mai târziu.
El s-a alăturat Comitetului Național al Scriitorilor, organizație clandestină fondată de Louis Aragon și de soția lui, și a luat parte la înființarea ziarului clandestin Les Étoiles la sfârșitul anului 1942. A scris o teză de doctorat intitulată La création chez Stendhal, essai sur le métier d'écrire et la psychologie de l'écrivain (Creativitatea în opera lui Stendhal, eseu despre meseria literară și despre psihologia scriitorului), care a obținut marele premiu pentru literatură al Academiei franceze în anul 1943.
A fost un luptător în grupul Maquis al Rezistenței Franceze sub numele de Căpitanul Goderville (satul din care era originar tatăl său). Biograful Jérôme Garcin a scris că Prevost a luptat cu „un pistol în mână și un cuțit în buzunar, având în rucsac un manuscris neterminat al eseului despre Beaudelaire, împreună cu o mașină de scris portabilă”. El a fost ucis într-o ambuscadă germană la Pont Charvin, în Sassenage, pe 1 august 1944.
Liceele (școlile secundare) din Villard-de-Lans și Montivilliers îi poartă numele.

## Opere literare
- Plaisirs des sports, 1925 ;
- Dix-huitième année, 1928 ;
- Les frères Bouquinquant, 1930 ;
- Vie de Montaigne, essai, 1931
- Histoire de la France depuis la guerre, 1932 ;
- Le sel sur la plaie, roman, 1934 ;
- La chasse du matin, roman, 1937 ;
- Lucie-Paulette, 1935 ;
- La Terre est aux hommes, 1936 ;
- Usonie, esquisse de la civilisation américaine, 1939 ;
- Beaudelaire, essai, 1953.